# وب جهان‌گستر
وب جهان‌گستر (به انگلیسی: World Wide Web)، جهان وب یا به‌طور ساده وب به معنی تار یک سامانهٔ اطلاعاتی از پرونده‌های ابرمتنی هم‌بسته است، که از شبکه (تورکار) جهانی اینترنت دسترسی‌پذیر هستند. به کمک یک مرورگر وب می‌توان صفحات وب (که شامل متن، تصویر، ویدئو و سایر محتویات چندرسانه‌ای هستند) را مشاهده و به کمک ابرپیوندها در میان آن‌ها حرکت کرد.
تیم برنرز لی، پژوهشگر علوم رایانه و کارمند مؤسسهٔ سرن در نزدیکی ژنو، در مارس ۱۹۸۹ پیشنهاد اولیهٔ وب امروزی را مطرح کرد. پیشنهاد ارائه‌شده در ۱۹۸۹ قرار بود که یک سیستم ارتباطی برای مؤسسه سرن شود، اما برنرز لی به‌زودی متوجه‌شد که این ایده قابلیت جهانی‌شدن را دارد. برنرز لی به همراه رابرت کایلیائو در سال ۱۹۹۰ این پیشنهاد را به‌عنوان «پیوند و دسترسی به اطلاعات مختلف به‌صورت تارنمایی از گره‌هایی که کاربران به دل‌خواه در میان آن‌ها حرکت می‌کنند» ارائه دادند. برنرز لی در ماه دسامبر همان سال، نخستین وبگاه را به وجودآورد و در ۷ اوت ۱۹۹۱ آن را به‌عنوان یک پروژه در گروه خبری alt.hypertext منتشر کرد.

## واژهٔ وب
واژهٔ وب (به معنی تار) در بسیاری از ترکیبات «اینترنتی» می‌آید. کم‌کم «وب» به‌عنوان واژهٔ بین‌المللی جاافتاده و به منظورهای مختلفی به کار می‌رود. این واژه معمولاً به صورت اشتباه به جای اینترنت به کار می‌رود اما وب در حقیقت یکی از خدماتی است که روی اینترنت ارائه می‌شود (مانند رایانامه). 

## تاریخچه

تصویری از لِه زُریبل سِرنِت نخستین تصویر عکاسی از یک گروه بود که در وب جهانی در سال ۱۹۹۲ منتشر شد.

ایده اولیه در مورد وب جهان گستر به سال ۱۹۸۰ (میلادی) برمی‌گردد، زمانی که در شهر سرن سوئیس، تیم برنرز لی شبکه ENQUIRE را ساخت (که به "Enquire Within Upon Everqthing CSS" اشاره داشت و همنام کتابی بود که وی از جوانی خود به یاد داشت. اگرچه آنچه وی ساخت با وب امروزی تفاوت‌های زیادی دارد اما ایده اصلی در آن گنجانده شده است (و حتی برخی از این ایده‌ها در پروژه بعدی برنرزلی پس از WWW یعنی وب معنایی به کار گرفته شد).
در مارس ۱۹۸۹میلادی، برنرزلی یک پیشنهاد را نوشت که به ENQUIRE اشاره داشت و یک سیستم اطلاعاتی پیشرفته را توصیف می‌کرد. وی با کمک رابرت کایلا، پیشنهاد طراحی وب جهان گستر را در ۱۲ نوامبر ۱۹۹۰ ارائه کرد. نخستین مرورگر وب جهان توسط برنرزلی بر روی رایانه نکست‌کیوب مورد استفاده قرار گرفت و وی نخستین مرورگر وب و وب جهان گستر را در سال ۱۹۹۰ طراحی کرد.
در کریسمس ۱۹۹۰، برنرز لی همه ابزارهای لازم برای کار با وب را فراهم کرد.
در ۶ اوت ۱۹۹۱ وی خلاصه‌ای از پروژه وب جهان گستر را در گروه خبری alt.hypertext پست کرد. در همین روز وب به عنوان یک خدمات عمومی روی اینترنت ارائه شد. مفهوم ابر متن در پروژه‌های قدیمی‌تر مربوط به دهه ۱۹۶۰ مانند پروژه قفس مربوط به تد نلسون و NLS (سیستم آنلاین) مربوط به داگلاس انگلبارت مطرح شد.
موفقیت برنرزلی در ایجاد ارتباط بین ابر متن و اینترنت بود. در کتاب «بافتن تور» وی اذعان می‌کند که بارها از امکان برقراری ارتباط میان دو تکنولوژی صحبت کرده بود اما چون کسی به حرف‌هایش توجه نکرد وی خودش دست به کار شد و پروژه را به سرانجام رساند. وی در سیستم خود شاخص‌های منحصر به فرد جهانی برای شناسایی منابع موجود روی وب و دیگر مکان‌ها در نظر گرفت و آن‌ها را شناسه منبع یکپارچه نامید.
وب جهان گستر با بقیه سیستم‌های ابر متنی موجود تفاوت‌هایی داشت:
- WWW به لینک‌های یک طرفه نیاز داشت و نه دوطرفه، بنابراین فرد می‌توانست بدون آن که از جانب مالک منبع واکنشی صورت گیرد به منبع دسترسی پیدا کند. همچنین ابر متن مشکل پیاده‌سازی سرورهای وب و مرورگرها (در مقایسه با سیستم‌ها قبلی) را برطرف کرد؛ اما در مقابل مشکل زمان در لینک‌های قطع شده را ایجاد کرد.
- وب جهان گستر برخلاف سیستم‌های قبلی مانند ابر کارت غیر انحصاری بود و این امکان را فراهم می‌کرد که سرورها و مرورگرهای مستقلی را ایجاد کرده و بدون هیچ محدودیتی آن‌ها را به شبکه وصل کرد.

در ۳۰ آوریل سال ۱۹۹۳ (میلادی)، CERN اعلام کرد که وب جهان گستر به صورت رایگان برای همه افراد قابل دسترسی است. این موضوع دو ماه پس از اعلام رایگان نبودن پروتکل گوفر مطرح می‌شد و در نتیجه تمایل به وب به شدت افزایش یافت. قبل از آن مرورگر وب معروفی به نام ViolaWWW وجود داشت که بر اساس ابر کارت کار می‌کرد. نسخه گرافیکی وب جهان گستر با نام مرورگر وب موزائیک در سال ۱۹۹۳ توسط مرکز ملی برنامه‌های سوپرکامپیوتر که توسط مارک اندرسن راه‌اندازی شد. قبل از عرضه موزائیک، گرافیک و متن در صفحات وب از یکدیگر جدا بودند و در پروتکل‌های اینترنتی قبلی مانند پروتکل گوفر و مرور اطلاعات ناحیه وسیع گرافیک کاربرد زیادی نداشت. واسط کاربر گرافیکی موزائیک وب را به مشهورترین پروتکل اینترنتی تبدیل کرد.
کد منبعِ وب جهان‌گستر حاوی ۹۵۵۵ خط کد و انیمیشنی ۳۰ دقیقه‌ای از توسعه‌دهندگان، در یک حراجی هفتگی در تاریخ ۳۰–۲۳ ژوئن ۲۰۲۱ با قیمت پایهٔ هزار دلار در قالب یک توکن غیرقابل معاوضهٔ (NFT) در حراجی آنلاین ساتبیز توسط خالق آن (تیم برنز لی)، به مزایده گذاشته شد. و با قیمت نهایی ۵٬۴۳۴٬۵۰۰ دلار توسط فردی ناشناس خریداری شد.

## اجزاء وب
وب جهان‌گستر ترکیبی از چهار عنصر اصلی است:
- hypertext یا ابرمتن: فرمتی از اطلاعات که به افراد اجازه می‌دهد تا در محیط کامپیوتر با استفاده از ارتباط داخلی موجود میان دو متن از بخشی از سند به بخش دیگری از آن یا حتی سند دیگری مراجعه کنند و به اطلاعات جدیدی دسترسی پیدا کند.
- URL: شناسه‌های منحصر به فردی که برای مشخص کردن محل حضور اطلاعات موجود روی شبکه (فایل کامپیوتری، سند یا منابع دیگر) به کار می‌روند.
- مدل Client-Server یا مشتری-خدمت‌گزار: سیستمی که در آن نرم‌افزار یا کامپیوتر مشتری (مرورگر) از نرم‌افزار یا کامپیوتر خدمت‌گزار (وب سرور) تقاضای دریافت منابع اطلاعاتی مانند داده یا فایل می‌کند.
- markup language یا زبان علامتگذاری: کاراکترها یا کدهای موجود در متن که ساختار متن وب معنایی را مشخص می‌کنند.

## معماری سیستم وب
کلاً از دیدگاه فنی سیستم وب در دو بخش سازماندهی می‌شود:
- برنامه سمت سرویس دهندهٔ وب و برنامه سمت مشتری وب
- پایگاه اطلاعاتی توزیع شده از صفحات ابرمتن، فایل‌های داده مثل صدا، تصویر و به‌طور کل هر منبع

صفحه وب چیزی نیست مگر یک فایل متنی بسیار ساده که با یکی از زبان‌های نشانه‌گذاری ابرمتنی مثل اچ‌تی‌ام‌ال، اکس‌اچ‌تی‌ام‌ال، دی‌اچ‌تی‌ام‌ال یا اکس‌ام‌ال تدوین می‌شود. کاری که مرورگر به عنوان مشتری وب انجام می‌دهد آن است که تقاضای دریافت یکی از صفحات یا فایل‌ها را در قالب قراردادی استاندارد (به نام پروتکل HTTP) به سمت سرویس دهنده ارسال کند. در سمت مقابل سرویس دهندهٔ وب این تقاضا را پردازش کرده و در صورت امکان، فایل مورد نظر را برای مرورگر ارسال می‌کند. مرورگر پس از دریافت فایل ابرمتنی، آن را تفسیر کرده و به صورت صفحه آرایی شده روی خروجی نشان می‌دهد. اگر فایل ابرمتنی در جایی به فایل صدا یا تصویر پیوند خورده باشد آن‌ها نیز توسط مرورگر تقاضا شده و پس از دریافت در جای خود قرار می‌گیرند.

## وب چگونه عمل می‌کند

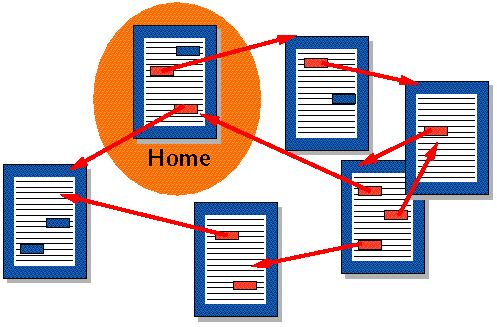
نشر شدن یک تصویر از یک مکان مانند خانه در اینترنت و بازنشر ان در اینترنت

برای مشاهده یک صفحه وب یا دیگر منابع اطلاعاتی روی تور جهان گستر معمولاً URL صفحه را در یک مرورگر وب وارد می‌کنیم یا لینک ابر متن مربوط با آن صفحه یا منبع را انتخاب می‌کنیم. نخستین گام که در پشت پرده انجام می‌شود اختصاص یک آدرس IP به بخش سرور URL است که توسط پایگاه داده توزیع شده اینترنت صورت می‌گیرد که به آن DNS می‌گویند.
در مرحله بعد یک درخواست HTTP به مرور وب در آن آدرس IP ارسال می‌شود و درخواست مشاهده صفحه ارائه می‌گردد. در صورتی که یک صفحه معمولی درخواست شده باشد متن HTML، تصاویر گرافیکی یا هر فایل دیگری که مربوط به آن صفحه است در اختیار مشتری (مرورگر وب) قرار می‌گیرد. سپس مرورگر وب صفحه HTML، و دیگر فایل‌های دریافت شده را ترجمه می‌کند. در نهایت «صفحه» مورد نظر مشتری در اختیار وی قرار می‌گیرد.
در تور جهان گستر، یک برنامه مشتری که عامل کاربر نام دارد منابع اطلاعاتی مانند صفحات وب یا فایل‌های کامپیوتری را با استفاده از URL از وب در خواست می‌کند. اگر عامل کاربر نوعی مرورگر وب باشد، اطلاعات را روی مانیتور نشان می‌دهد. کاربر می‌تواند با دنبال کردن لینکهای موجود در صفحه وب به بقیه منابع موجود روی تور جهان گستر دسترسی پیدا کند. همچنین می‌توان با پرکردن فرم‌های HTML و تحویل این فرم‌های وب می‌توان اطلاعات را بر اساس پروتکل انتقال ابرمتن به سرور وب برگرداند تا از آن ذخیره شده یا پردازش شوند. صفحات وب در کنار هم قرار گرفته و وب‌سایتها را می‌سازند. عمل دنبال کردن ابرپیوند از یک وب سایت به وب سایت دیگر را «مرور وب» یا «گشت و گذار» وب می‌نامند.
اصطلاح "گشت وگذار در اینترنت" نخستین بار توسط جین آرمور پولی که یک کتابدار بود در مقاله یا به نام "Surfing the INTERNET" مطرح شد که ژوئن سال ۱۹۹۲ در "بولتن کتابخانه ویلسن" در دانشگاه مینوستا چاپ شد. اگر چه پولی مستقلاً از این کلمه استفاده کرد اما در یوزنتهای مربوط به سال‌های ۱۹۹۱ و ۱۹۹۲ این کلمه دیده می‌شود و حتی عده‌ای می‌گویند که این کلمه در مجمع هکرها در دو سال قبل از آن به صورت شفاهی عنوان شده بود. پولی در تاریخ اینترنت به مادر اینترنت معروف است.
اغلب صفحات وب شامل ابر لینکهایی هستند که به صفحات و منابع اطلاعاتی مرتبط با آن‌ها مانند صفحات دانلود، اسناد منابع، تعاریف و غیره منتهی می‌شوند. چنین مجموعه‌ای از منابع مفید و مرتبط با هم توسط لینک‌های ابر متن به یکدیگر متصل شده‌اند را «وب» اطلاعات می‌نامند. قرار دادن این مجموعه منابع روی اینترنت شبکه‌ای را تولید کرد که در اوایل دهه ۱۹۹۰ توسط تیم برنرز لی، «تور جهان گستر» نامیده شد.

## عملکرد برنامهٔ سرویس دهنده و مشتری وب
در سمت سرویس دهندهٔ وب، پروسه‌ای وجود دارد که دائماً به پورت شماره ۸۰ گوش می‌دهد و منتظر تقاضای برقراری اتصال توسط مشتریان می‌ماند.
دقت کنید که برنامهٔ سرویس دهنده از سوکت‌های نوع استریم استفاده می‌کند و اتصال از نوع TCP است. فرمان‌ها و داده‌هایی که بین سرویس دهنده و مرورگر وب مبادله می‌شوند تماماً متنی هستند. (همانند سیستم پست الکترونیکی)
پس از آنکه، بین برنامهٔ سرویس دهنده و مشتری برقرار شد. برنامهٔ مشتری حق دارد یک یا چندین تقاضا بفرستد و این تقاضاها باید در قالب استاندارد HTTP باشد. سرویس دهنده، یکایک تقاضاها را دریافت و پردازش و در صورت امکان آن‌ها را اجرا می‌کند.

### کش (cache)
اگر کاربر پس از مدت زمان اندکی به سرعت به صفحه وب برگردد احتمال دارد که اطلاعات از سرور وب اصلی بازیابی نشوند. به‌طور پیش فرض، مرورگرهای همه منابع وب را روی هارد کامپیوتر مشتری، مخفی (کش) می‌کنند. مرورگر درخواست HTML را تنها در صورتی که نیاز به روز آوری داده‌های قبلی وجود داشته باشد ارسال می‌کند. در غیر این صورت از داده‌های کش استفاده می‌شود.
این عمل باعث کاهش ترافیک شبکه اینترنت می‌شود. تصمیم‌گیری در مورد انقضای زمان استفاده از منبع تصویر، CSS، فایل جاوا اسکریپت و همچنین HTML به صورت مستقل انجام می‌گیرد؛ بنابراین حتی در برخی از سایت‌های با محتوای پویا، بسیاری از منابع اطلاعاتی اصلی فقط در هر بار مراجعه عرضه می‌شوند. بهتر است طراحان وب سایت همه فایل‌های جاوا اسکریپت و CSS را درون تعدادی فایل سایت جمع‌آوری کنند تا کش‌های کاربران بتوانند از آن‌ها استفاده کنند و بدین ترتیب زمان دانلود شدن صفحه و تعداد مراجعات به سرور کاهش یابد.
همچنین بخش‌های دیگری از اینترنت می‌توانند محتوای وب را کش (مخفی) کنند. یکی از بهترین این اجزاء دیوارهای آتش است که در شرکت‌ها و محیط‌های دانشگاهی کاربرد دارد و منابع وب درخواست شده توسط یک کاربر را برای همه کاربران کش می‌کند. با وجود آن که این قابلیت‌ها در اغلب مرورگرهای وب دیده می‌شود طراحان صفحات وب می‌توانند عناوین HTTP که توسط کاربر درخواست شده را کنترل کنند تا صفحات در مواردی که لازم نیست در کش ذخیره نشوند؛ مثلاً صفحات خبری و بانک‌ها.
بدین ترتیب می‌توانیم بین اعمال «دریافت» و «ارسال» HTTP تفاوت قائل شویم. در صورتی که همه شرایط محقق شود، داده‌هایی که توسط فرمان دریافت (GET) درخواست شده‌اند می‌توانند در کش ذخیره شوند در حالی که داده‌های به دست آمده پس از ارسال (posting) اطلاعات به سرور در کش ذخیره نمی‌شوند.

## جاواوجاوا اسکریپت
این سیستم به سرورهای وب امکان می‌دهد تا برنامه‌های کوچکی (که اپلت (applet) نامیده می‌شوند) را مستقیماً در شبکه اطلاعات بازیابی شده قرار دهند و این اپلت‌ها که در کامپیوتر کاربر اجرا می‌شوند تعامل کاربر با اینترنت را سرعت می‌بخشد. در نهایت این سیستم به عنوان ابزاری برای تولید محتویات پیچیده طرف سرور مورد استفاده قرار گرفت. شرکت سان تلاش می‌کرد جاوا را به عنوان یک پلاتفرم برای اپلت‌های طرف مشتری مطرح کند اما به دلایلی مانند عدم وجود یکپارچگی با محتوا (اپلت‌ها به جعبه‌های کوچکی محدود می‌شدند که درون صفحه قرار داشتند) و عملکرد ضعیف (مخصوصاً شروع با تأخیر) ماشین مجازی بر روی سخت‌افزارهای کامپیوترهای آن زمان این امر هرگز محقق نشد.
با این وجود، جاوا اسکریپت یک زبان برنامه‌نویسی اسکریپتی است که برای صفحات وب طراحی شده است. نسخه استاندارد آن ECMAScript نام دارد. اگر چه نام آن شبیه جاوا است اما توسط شرکت ارتباطات نت اسکیپ (Netscape) طراحی شده است و تقریباً هیچ ارتباطی با جاوا که ساخت شرکت میکروسیستم‌های سان است ندارد. تنها شباهت آن با جاوا در این است که نحوه نگارش آن از زبان برنامه‌نویسی C گرفته شده است. جاوا اسکریپت مانند جاوا برنامه‌نویسی شیءگرا است اما شبیه سی پلاس پلاس و برخلاف جاوا امکان استفاده از کدهای درهم (مخلوط) یعنی استفاده هم‌زمان از زبان برنامه‌نویسی شیء گرا و برنامه‌نویسی رویه‌ای را فراهم می‌آورد. جاوا اسکریپت در کنار مدل شیء سند به زبان برنامه‌نویسی بسیار قوی‌ای تبدیل شده که حتی طراحان آن چنین تصوری از موفقیت آن نداشتند. گاهی در مورد آن از کلمه HTML پویا (DHTML) استفاده می‌شود تا گذر از صفحات HTML «ایستا» بیشتر حس می‌شود.
(برنامه‌نویسی) ای‌جکس یک فناوری مبتنی بر جاوا اسکریپت است که تأثیر زیادی بر شکل‌گیری تور جهان گستر داشته است. در این روش در زمان‌های لازم، تنها بخشی از صفحه وب که مورد نیاز کاربر است به روز می‌شود تا سرعت کاربر بالاتر برود. ای‌جکس یکی از جنبه‌های مهم وب ۲٫۰ محسوب می‌شود.

## تأثیر بر روابط اجتماعی
وب در دنیای امروزی تبادل اطلاعات بین افراد در سراسر جهان را بسیار ساده و آسان نموده است و این امر با این حجم وسیع هرگز در تاریخ بشر سابقه نداشته است. افرادی که در گوشه و کنار جهان قرار دارند و هزاران کیلومتر از یکدیگر فاصله می‌توانند افکار خود را به راحتی مبادله کنند یا از روحیات و خط مشی زندگی خود با دیگران صحبت کنند. تجربه‌های عاطفی، عقاید سیاسی، رسوم فرهنگی، ضرب‌المثل‌های ریتم‌دار، پندهای تجاری، کارهای هنری، تصاویر و عکس‌ها، قطعات ادبی بدون هیچ سرمایه‌گذاری از جانب کاربر به راحتی در اختیار وی قرار می‌گیرد. اگر چه کارایی وب به فناوری مادی آن وابسته است اطلاعات موجود روی آن به شیوه کتابخانه یا مطبوعات به صورت فیزیکی ارائه نمی‌شوند؛ بنابراین انتشارات اطلاعات از طریق وب اینترنت به کتاب‌ها و مجله‌های فیزیکی و مادی محدود نمی‌شود و نیاز به کپی کردن فیزیکی اطلاعات وجود ندارد. اطلاعات موجود روی وب به صورت دیجیتال ارائه می‌شوند و بنابراین جستجو در آن‌ها به سرعت زیادی صورت می‌گیرد؛ که بسیار سریع‌تر از جستجو در کتابخانه است و حتی فردی که در اینترنت جستجو می‌کند نسبت به فردی که از پست نامه، تلفن، تلگراف یا وسایل ارتباطی دیگر استفاده می‌کند با سرعت بیشتری اطلاعات را بازیابی می‌کند.
وب مهم‌ترین ابزار تبادل اطلاعات است که در کره زمین رونق فراوانی یافته است. این قابلیت به کاربران اجازه می‌دهد تا با افراد و گروه‌های مختلفی که در سراسر جهان پراکنده هستند و در فضا و مکان متفاوتی قرار دارند ارتباط برقرار کنند و نیاز به برقراری ارتباط فیزیکی میان افراد را مرتفع می‌سازد.
از آنجا که وب در سراسر جهان فعال است، عده‌ای آن را عامل ایجاد تفاهم میان افراد ساکن در سراسر جهان می‌دانند. وب پتانسیل فراوانی برای ایجاد روابط اجتماعی دارد و می‌تواند حس نوع‌دوستی و درک متقابل را افزایش دهد یا حتی باعث شود که خشونت به صورت وسیعی رواج یابد یا رژیم‌های ظالم و عوام فریب به خواسته‌های خود که در طول تاریخ از دستیابی به آن‌ها عاجز بودند بترسند.
امروزه در وب انواع مختلف اطلاعات را می‌توان یافت و افرادی که تمایل دارند با جوامع و فرهنگ‌های مختلف آشنا شدند مراجعه به وب ساده‌ترین راه است. اگر بخواهیم به شهری دور دست سفر کنید، وب بهترین مرجع ممکن برای یافتن اطلاعات مربوط به آن شهر است؛ مخصوصاً اگر شهر مورد نظرتان در یکی از کشورهای توسعه نیافته قرار داشته باشد. روزنامه‌های محلی، مطبوعات دولتی و غیره از طریق اینترنت به راحتی قابل دسترسی هستند و به همین دلیل است که کاربران اینترنت روز به روز افزایش می‌یابند.

## انتشار صفحات وب
صفحات وب در دسترس همه رسانه‌های جمعی قرار دارد. برای آنکه بتوانید یک صفحه وب را «منتشر» کنید لازم نیست به سراغ یک ناشر یا مؤسسه رسانه‌ای که در سرتاسر جهان مشاهده می‌شوند بروید. ابر متن، برخلاف کتاب و اسناد، دارای یک نظم خطی از ابتدا تا انتها نیست. ابر متن به بخش‌های فصل، زیر فصل و عناوین که در کتاب‌ها دیده می‌شود تقسیم‌بندی نمی‌شود.
اگر چه برخی از وب سایت‌ها به چند زبان عرضه می‌شوند بسیاری از آن‌ها فقط به یک زبان ارائه می‌شوند. همه برنامه‌های کامپیوتری همه کاراکترهای خاص و متون دو سویه RTL را در بر نمی‌گیرند. این عوامل این ادعا را که تور جهان گستر، جهان را به سمت یکپارچه شدن پیش می‌برد به چالش می‌کشد. فرصت مناسب برای انتشار اطلاعات در صفحات وب شخصی و همچنین صفحات خانوادگی تجارت‌های خرد و غیره توسط خدمات رایگان میزبانی وب به اوج خود رسیده است.

## سرعت در وب
نگرانی موجود در مورد ازدحام اطلاعات روی زیر ساختار اینترنت و تأخیر زیاد در دسترسی به داده‌ها به باعث شده است که نام World Wide Web به "World Wide Wait" تغییر کند! افزایش سرعت اینترنت مسئله‌ای مهم در بحث‌های مربوط به استفاده از همتا سازی و کیفیت خدمات (QOS) است. راه حل‌های ممکن برای کاهش انتظار برای مشاهده صفحات وب در سایت W3C ارائه شده است.
راهنمای استانداردهای موجود برای پاسخ زمانی ایدئال صفحات وب (مطابق کتاب نیلسن، چاپ ۱۹۹۹، صفحه ۴۲) عبارتند از:
- ۰/۱ ثانیه (یک دهم ثانیه). زمان ایدئال پاسخ کاربر هیچ گونه تأخیری را حس نمی‌کند.
- ۱ ثانیه. حداکثر زمان قابل قبول. زمان دانلود بیش از ۱ ثانیه کاربر را خسته می‌کند.
- ۱۰ ثانیه. زمان غیرقابل قبول. کاربر خسته شده و دوست دارد سایت را ترک کند. این اعداد برای طراحی ظرفیت سرور کاربرد زیادی دارند.

## www در نام‌های وب‌سایت‌ها
از لحاظ فنی هیچ دلیلی وجود ندارد که نام سایت حتماً با www آغاز شود و نخستین سرور وب در "info.cern.ch" قرار داشت. استفاده از پیشوند www یک توافق است که بین سازمان‌های ارائه دهنده خدمات وب انجام شده است تا تمامی نام‌های میزبان از یک پروتکل تبعیت کنند؛ برای مثال، بسیاری از سازمان‌ها نام سرور اصلی پروتکل گوفر خرد را به صورت gopher.wherever.edu تعریف می‌کنند و از پیشوندهای
دیگری استفاده می‌کنند تا بتوان از چندین سرور وب استفاده کنند. برخی از مرورگرها به صورت خودکار www را به ابتدا و ".com" را به انتهای URL تایپ شده اضافه می‌کنند. در مرورگرهای اینترنت اکسپلورر و فایرفاکس موزیلا با فشردن هم‌زمان کلیدهای ctrl و Enter پیشوند "http://www." و پسوند "com." به انتهای URL اضافه می‌شوند.

## تلفظ www
در زبان انگلیسی، WWW طولانی‌ترین تلفظ ممکن تور جهان گستر است که یک سرواژه سه حرفی است که به نه سیلاب نیاز دارد. داگلاس آدامز اظهار داشت: World Wide Web تنها عبارتی است که تلفظ شکل مختصر آن سه برابر بیشتر از تلفظ خود آن طول می‌کشد.
نسخه‌های کوتاه‌تر عبارتنداز ""triple double 'u'" "triple dub", "dub dub dub", "wuh wuh wuh" و "all the 'double u's". در زبان‌های دیگر "WWW" را اغلب "VVV" تلفظ می‌کنند. در زبان چینی، World Wide Web را به صورت wàn wéi wǎng تلفظ می‌کنند (به چینی: 万维网) که به معنای "شبکه ده هزار بعدی" است.

## وب ۲٫۰
در وب ۲٫۰، کاربران قادرند خود به ایجاد و خلق محتوا در فضای اینترنت پرداخته، و دیگران را در داشته‌ها و اطّلاعات خود شریک سازند، یا کارهای موجود از ناحیه دیگران را به صورتی مستقیم و بی واسطه مورد نقد و تغییر قرار دهند.

## وب معنایی
وب معنایی یک چارچوب مشترک فراهم آورده و اجازه می‌دهد که اطلاعات در این چارچوب به اشتراک گذاشته شوند. این مفهوم برای نخستین بار توسط تیم برنرز لی بیان گردیده است.